# 클레어 애덤스

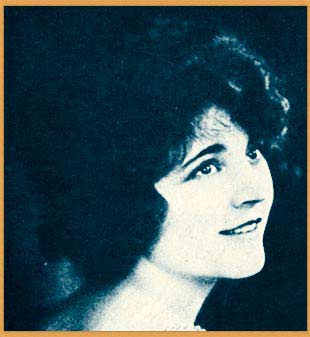

클레어 애덤스(Claire Adams, 1898년 9월 24일 ~ 1978년 9월 25일)는 캐나다의 배우, 간호사이다.
위니펙에서 태어났으며 멜버른에서 사망하였다.

## 영화
- 그래픽 섹슈얼 호러 (2009년)
- 울프 선장 (1926년)
- 빅 퍼레이드 (1925년)
- 북극이 시작되는 곳에 (1923년)